# Feelplus
Feelplus Inc. (株式会社フィールプラス Kabushiki gaisha Fiirupurasu?) fue una empresa desarrolladora de videojuegos japonesa, subsidiaria de AQ Interactive. Fue creada por Microsoft Game Studios específicamente para ayudar a Mistwalker en el desarrollo de sus videojuegos. Fue fundada por antiguos empleados de UPL el 1 de mayo de 1992 bajo el nombre Scarab (スカラベ?). Tiempo después se unieron antiguos empleados de Nautilus y Square Enix. En septiembre de 2002, Cavia (que luego se convertiría en AQ Interactive) compró la empresa. En mayo de 2005, se convirtió en una subsidiaria de propiedad total y "Scarab" cambió su nombre a "Feelplus Inc".
Su primer título fue Lost Odyssey, un RPG para Xbox360, que salió en diciembre de 2007 en Japón y a América y Europa llegó en el primer trimestre de 2008.
A finales de 2008, publicaron su segundo título en Japón, Blue Dragon Plus, para Nintendo DS.
En agosto de 2010, Feelplus Inc., Artoon y Cavia fueron absorbidas por AQ Interactive.

## Videojuegosuegos desarrollados
Fechas de salida en Japón
- Lost Odyssey (6 de diciembre de 2007) (Xbox 360, en colaboración con Mistwalker).
- Blue Dragon Plus (7 de septiembre de 2008) (Nintendo DS, en colaboración con Mistwalker).
- Infinite Undiscovery (11 de septiembre de 2008) (Xbox 360, producción visual y soporte).
- Ninety-Nine Nights II (2010) (Xbox 360).
- MindJack (2011) (Xbox 360, PlayStation 3)